# لیفان ۶۲۰
لیفان ۶۲۰ توسط بخش خودرو گروه لیفان تولید شده‌است که برای نخستین‌بار در سال ۲۰۰۹ رونمایی شد.
در ابتدا مدل ۱۶۰۰ سی‌سی این خودرو در ایران مونتاژ می‌شد که چندی بعد جای خود را به مدل ۱۸۰۰ سی‌سی (که در ایران تحت نام ۶۲۰ تلنت مونتاژ می‌شد) داد که دارای آپشن‌های بیشتری به نسبت مدل پایه بود.
این خودرو با موتور  ۱۸۰۰ سی‌سی با توان معادل ۱۳۱ اسب بخار و ۱۶۰ نیوتن‌متر تولید شد.
این خودرو در چین، روسیه، برزیل، ویتنام، و ایران (توسط کرمان خودرو) عرضه شد. تولید این خودرو در شرکت کرمان موتور در سال ۹۵ متوقف شد.
این خودرو در نمای جلو کپیِ ب‌ام‌و سری سه با کد E۹۰ است.
| مدل ها                                | ۱۶۰۰ TRITEC                             | ۱۸۰۰ TALENT                                                                            |
| ------------------------------------- | --------------------------------------- | -------------------------------------------------------------------------------------- |
| طول (میلی‌متر)                         | ۴۵۵۰                                    | ۴۵۵۰                                                                                   |
| عرض (میلی‌متر)                         | ۱۷۰۵                                    | ۱۷۰۵                                                                                   |
| ارتفاع (میلی‌متر)                      | ۱۴۹۵                                    | ۱۴۹۵                                                                                   |
| فاصله‌ی بین دو محور (میلی‌متر)          | ۲۶۰۵                                    | ۲۶۰۵                                                                                   |
| فاصله چرخ های هم محور از هم(میلی متر) | در جلو ۱۴۶۰/در عقب ۱۴۷۰                 | در جلو ۱۴۶۰/در عقب ۱۴۷۰                                                                |
| وزن خالص(کیلوگرم)                     | ۱۱۵۰                                    | ۱۱۵۵                                                                                   |
| حداقل شعاع گردش(متر)                  | ۵.۱                                     | ۵.۱                                                                                    |
| حجم باک(لیتر)                         | ۵۸                                      | ۵۸                                                                                     |
| حجم صندوق عقب(لیتر)                   | ۵۶۰                                     | ۵۶۰                                                                                    |
| موتور                                 | Tritec/طراحی مشترک شرکت BMW و کرایسلر   | Talent/مجهز به سامانه‌ی زمان‌بندی متغیر باز و بسته شدن سوپاپ‌ها (VVT) طراحی مشترک ریکاردو |
| حجم موتور (سی‌سی)                      | ۱۵۹۶                                    | ۱۷۹۴                                                                                   |
| حداکثر قدرت (اسب بخار)                | ۱۱۵                                     | ۱۳۱                                                                                    |
| حداکثر گشتاور (نیوتن‌متر)              | ۱۴۹                                     | ۱۶۰                                                                                    |
| حداکثر سرعت (کیلومتر بر ساعت)         | ۱۸۰                                     | ۲۰۰                                                                                    |
| جعبه‌دنده                              | ۵ دنده دستی                             | ۵ دنده دستی                                                                            |
| سیستم سوخت‌رسانی                       | بنزین‌سوز، انژکتوری چند نقطه‌ای           | بنزین‌سوز، انژکتوری چند نقطه‌ای                                                          |
| سیستم تعلیق جلو                       | سیستم حلقوی مارپیچ مجزا با ستون مک‌فِرسون | سیستم حلقوی مارپیچ مجزا با ستون مک‌فِرسون                                                |
| سیستم تعلیق عقب                       | یک تکه با فنر حلقوی                     | یک تکه با فنر حلقوی                                                                    |
| سیستم فرمان                           | دنده‌شانه‌ای با کمک هیدرولیک              | دنده‌شانه‌ای با کمک هیدرولیک                                                             |
| سیستم ترمز                            | ۴ چرخ دیسکی                             | ۴ چرخ دیسکی                                                                            |
| مشخصات چرخ‌ها                          | رینگ ۱۵ اینچ آلومینیومی اسپرت           | رینگ ۱۵ اینچ آلومینیومی اسپرت                                                          |

## تجهيزات
- سانروف دو حالته‌ی برقی با شیشه‌ی چاپ سیلک مانع تابش مستقیم خورشید (TALENT)
- صندلی چرمی
- کیسه‌ی هوای راننده و سرنشین جلو
- کمربند ایمنی سرنشینان جلو از نوع پیش‌کشنده با قابلیت تنظیم ارتفاع
- کمربند ایمنی سرنشینان عقب
- سیستم هشداردهنده‌ی باز بودن درها
- دوربین دید عقب (TALENT)
- سیستم ضد سرقت
- قفل ایمنی کودک
- ترمز ABS+EBD
- فرمان هیدرولیک تلسکوپی
- روشن شدن اتوماتیک چراغ‌های جلو برحسب نور محیط
- قفل مرکزی به‌همراه ریموت کنترل
- رهیاب ماهواره‌ای (TALENT)
- سیستم تهویه مطبوع
- سیستم هشداردهنده‌ی اتمام لنت ترمز
- گرمکن شیشه‌ی عقب
- صندلی عقب تاشو ۶۰×۴۰
- سنسور دنده عقب
- رینگ اسپرت آلومینیومی
- چراغ مه‌شکن جلو، چراغ خطر لادری (چهاردر)
- چراغ‌های جلو هالوژن، عقب LED
- شیشه‌بالابرهای برقی جلو و عقب
- آینه‌های جانبی برقی همراه با چراغ راهنما
- صندلی راننده با قابلیت تنظیم ارتفاع
- DVD PLAYER/پورت USB/ورودی ipod/ورودی SD Card/با ۶ باند (TALENT)
- سیستم رادیو پخش/CD PLAYER/پخش MP3/با ۶ باند
- کنترل سیستم پخش از روی غربیلک فرمان
- تنظیم نور صفحه کیلومتر
- مجهز به سیستم Power Windows

## نگارخانه

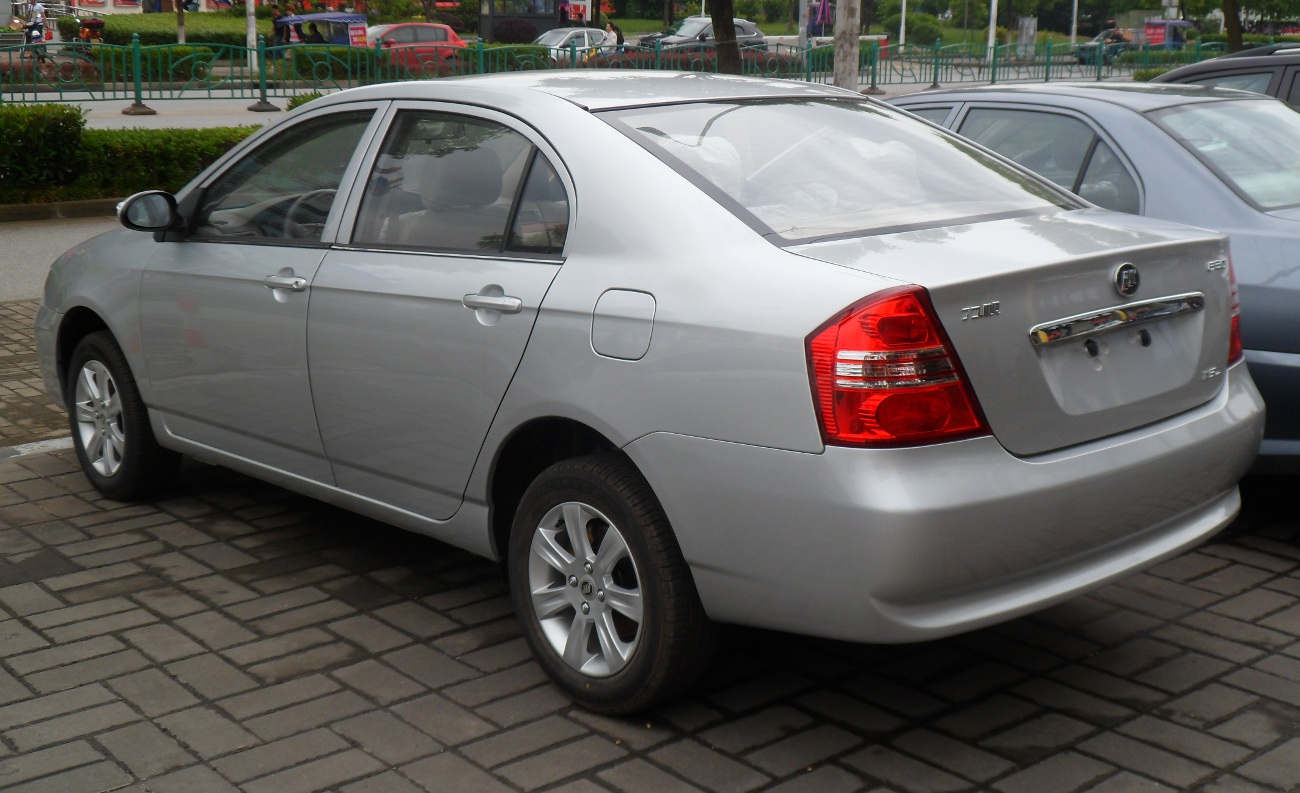
نمای پشتی لیفان ۶۲۰
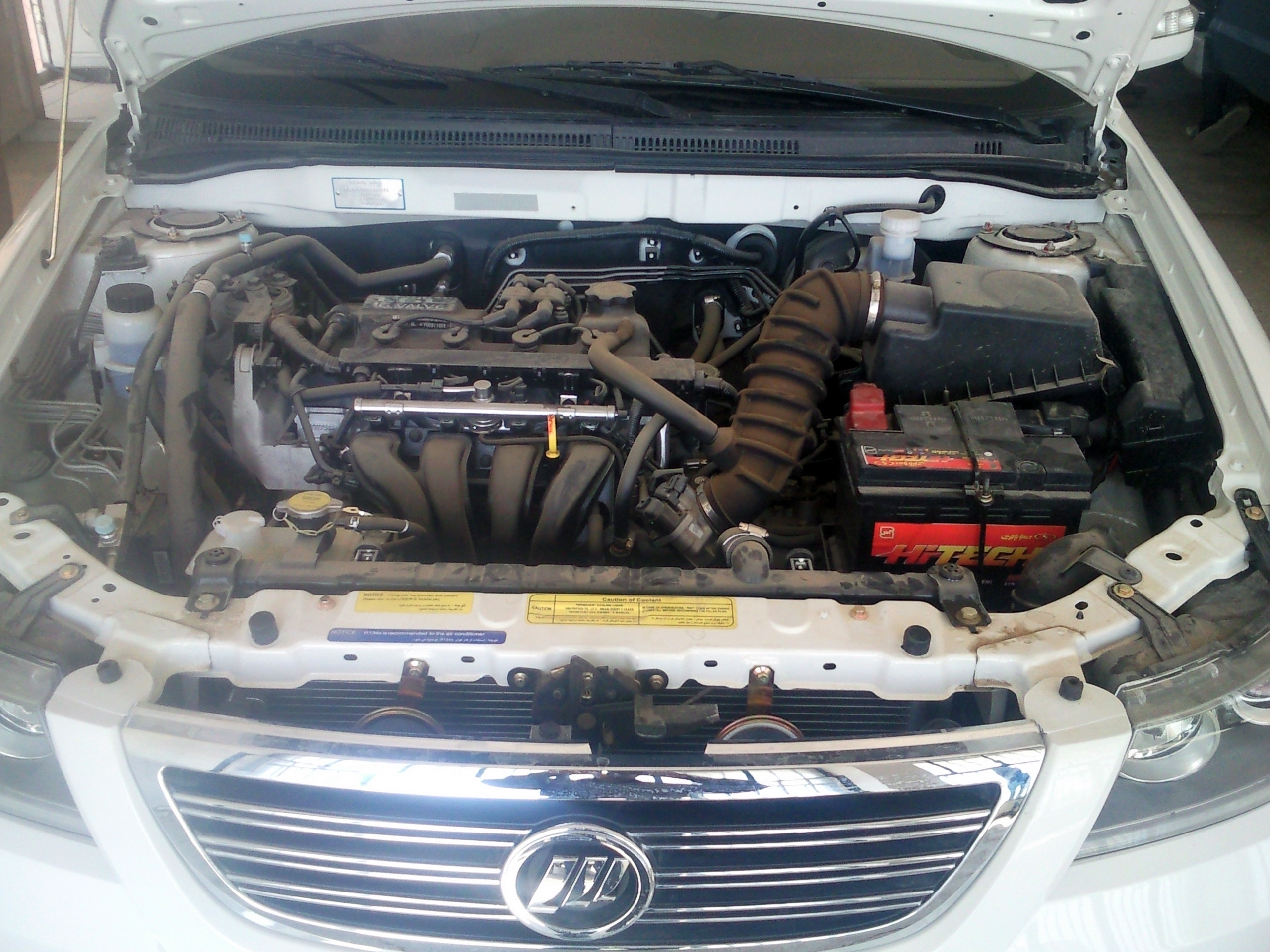
موتور لیفان ۶۲۰
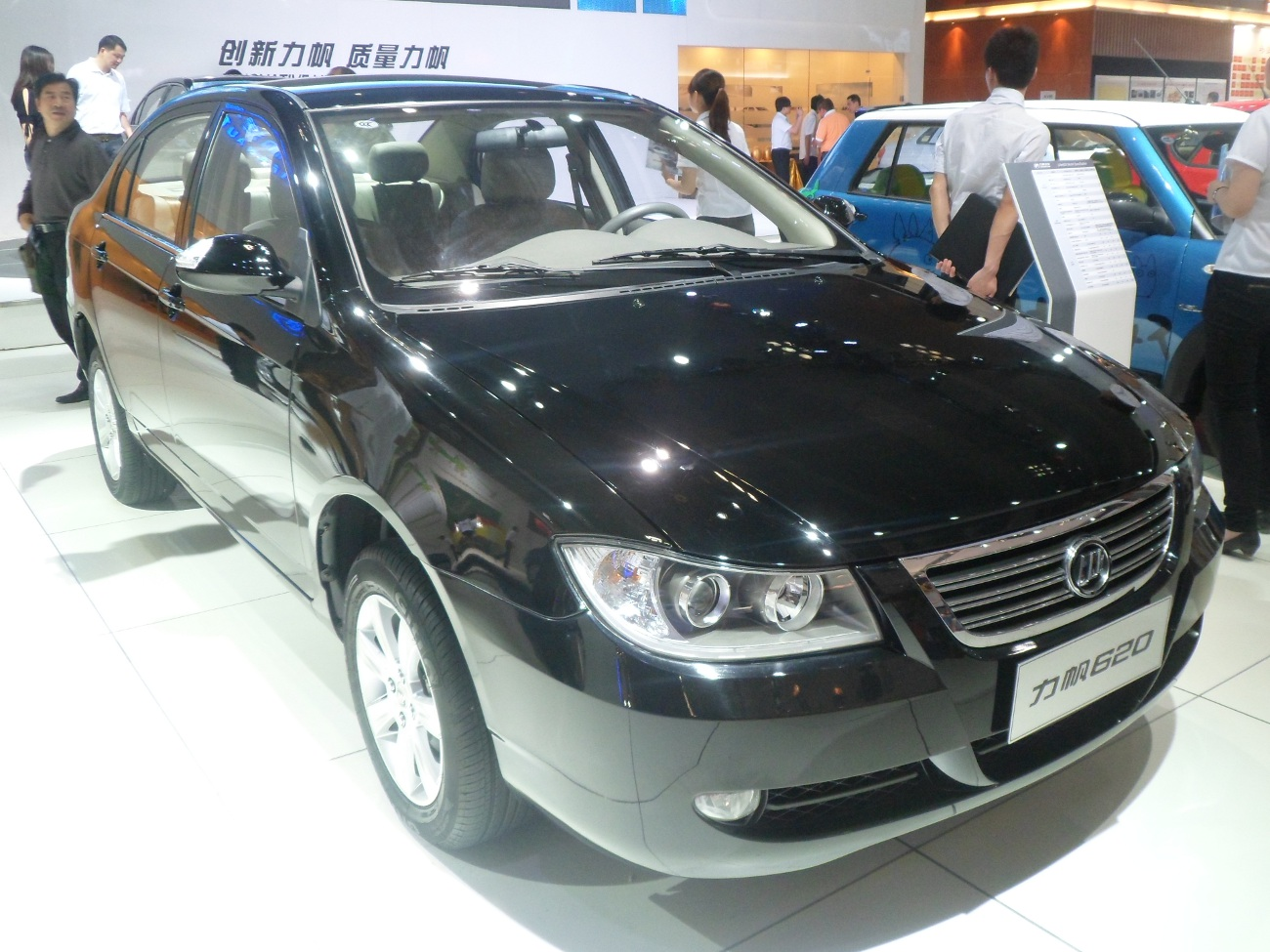
لیفان ۶۲۰ در چونگ‌کینگ